# 247
| Calendário gregoriano                                                        | 247 CCXLVII                     |
| Ab urbe condita                                                              | 1000                            |
| Calendário arménio                                                           | -305 – -304                     |
| Calendário bahá'í                                                            | -1597 – -1596                   |
| Calendário budista                                                           | 791                             |
| Calendário chinês                                                            | 2943 – 2944                     |
| Calendário copta                                                             | -37 – -36                       |
| Calendário etíope                                                            | 239 – 240                       |
| Calendários hindus - Vikram Samvat - Calendário nacional indiano - Cáli Iuga | 302 – 303 168 – 169 3347 – 3348 |
| Calendário Holoceno                                                          | 10247                           |
| Calendário islâmico                                                          | 387 BH – 386 BH                 |
| Calendário judaico                                                           | 4007 – 4008                     |
| Calendário persa                                                             | 375 BP – 374 BP                 |
| Calendário rúnico                                                            | 497                             |
| Calendário solar tailandês                                                   | 790                             |

247 (CCXLVII na numeração romana) foi um ano comum do século III do Calendário Juliano, da Era de Cristo, a sua letra dominical foi C (52 semanas), teve início e fim numa sexta-feira.
| Ano completo                       |
| ---------------------------------- |
| Ano comum com início à sexta-feira |

| Calendário gregoriano                                                        | 247 CCXLVII                     |
| Ab urbe condita                                                              | 1000                            |
| Calendário arménio                                                           | -305 – -304                     |
| Calendário bahá'í                                                            | -1597 – -1596                   |
| Calendário budista                                                           | 791                             |
| Calendário chinês                                                            | 2943 – 2944                     |
| Calendário copta                                                             | -37 – -36                       |
| Calendário etíope                                                            | 239 – 240                       |
| Calendários hindus - Vikram Samvat - Calendário nacional indiano - Cáli Iuga | 302 – 303 168 – 169 3347 – 3348 |
| Calendário Holoceno                                                          | 10247                           |
| Calendário islâmico                                                          | 387 BH – 386 BH                 |
| Calendário judaico                                                           | 4007 – 4008                     |
| Calendário persa                                                             | 375 BP – 374 BP                 |
| Calendário rúnico                                                            | 497                             |
| Calendário solar tailandês                                                   | 790                             |